# Convento de Santa Rosalía (Sevilla)
El convento de Santa Rosalía se encuentra situado en el casco histórico de la ciudad de Sevilla, comunidad autónoma de Andalucía, España. Fue fundado en el año 1700 y está ocupado por monjas católicas pertenecientes a la Orden de Clarisas Capuchinas. El recinto se distribuye entre el monasterio, claustro, iglesia y hospedería. Dentro de la iglesia puede contemplarse un soberbio grupo de retablos que fueron realizados por Cayetano de Acosta entre 1761 y 1763 y constituye uno de los más bellos conjuntos del barroco sevillano. 

## Historia
El convento fue fundado en el año 1701 por el entonces arzobispo de la diócesis Jaime de Palafox y Cardona, el cual consiguió que 6 monjas capuchinas se trasladaran de Zaragoza a Sevilla para tal fin, entre ellas se encontraba su hermana sor Josefa Manuela de Palafox y Cardona que fue la primera abadesa. Las obras de construcción del edificio se prolongaron durante varios años y no finalizaron hasta el 17 de septiembre de 1706. Se cree que el autor del proyecto fue el arquitecto Diego Antonio Díaz, aunque no existe certeza documental que avale está hipótesis.
El 13 de agosto de 1761, el convento sufrió las consecuencias de un pavoroso incendio que ocasionó cuantiosos daños, lo dejó inhabitable y afectó gravemente a la iglesia, salvándose únicamente la portada que es una de las partes que se conserva de la primitiva edificación. Enseguida se emprendió la tarea de reconstrucción en la que se cree que intervino Antonio de Figueroa y Ruiz y su padre Ambrosio de Figueroa. En el interior se construyeron nuevos retablos que fueron encargados a Cayetano de Acosta, mientras Juan de Espinal, considerado el primer pintor de la ciudad en la segunda mitad del siglo XVIII, realizó la decoración pictórica. El 5 de junio de 1763 tuvo lugar una solemne procesión, tras la cual la comunidad de religiosas pudo volver al antiguo edificio ya reconstruido.

## Iglesia
La portada se articula por medio de pilastras toscanas pareadas. En el tímpano está situada una hornacina que contiene la imagen escultórica de Santa Rosalía, la santa titular.
La iglesia cuenta únicamente con una nave, siendo el crucero poco perceptible, esta cubierta con bóvedas de cañón y posee una cúpula que está situada antes del presbiterio. 
Destaca un maravilloso conjunto de retablos que forma uno de los interiores más interesantes y de mayor belleza de todo el siglo XVIII, conservándose en la actualidad tal como fueron realizados por Cayetano de Acosta.
En el centro del retablo mayor que posee una ingente labor vegetal, se sitúa la hornacina principal en la que se encuentra una magnífica escultura de la Inmaculada Concepción representada con todos sus atributos iconográficos: ráfaga dorada que simboliza el Sol, corona que culmina en un conjunto de doce estrellas y media luna en los pies.

## Turismo
El convento tiene adaptadas diversas celdas para acoger a turistas para mantener la comunidad.